# 張正謨 (白蓮教)
张正谟（18世纪？—1796年），清代嘉庆年间湖北枝江农民起义军首领、川楚陕白莲教起义最早发起者。湖北宜都人，一说长阳人。
乾隆五十九年（1794年），拜房县白培相为师，参加白莲教，并积极传教。乾隆六十年（1795年）八月,由长阳至宜都，继续传教，并开始准备刀枪火药。嘉庆元年正月初七（1796年2月15日），与聶傑人、刘洪锦、覃正潮等聚众千余人，在湖北宜都、枝江交界的温泉窑、洋郑畈一带举行起义，揭开了五省白莲教大起义的序幕。正月十二日，与张宗文、刘盛鸣、刘洪铎等会师江家垱，部众已达万余。后由江家垱转至灌湾脑，在灌湾脑筑石墙两道，周围埋上地雷，作为根据地。部众达两万，推其为首。与清军相持数月，八月，遭清兵围攻，战败，出降。九月，解至京师被杀。